# Liste der Biografien/Goli
Liste der Biografien |
Portal Biografien |
Personensuche
# |
A |
B |
C |
D |
E |
F |
G |
H |
I |
J |
K |
L |
M |
N |
O |
P |
Q |
R |
S |
T |
U |
V |
W |
X |
Y |
Z |
?
 
Ga |
Gb |
Gc |
Gd |
Ge |
Gf |
Gh |
Gi |
Gj |
Gk |
Gl |
Gm |
Gn |
Go |
Gp |
Gq |
Gr |
Gs |
Gu |
Gv |
Gw |
Gy |
Gz
 
Goa |
Gob |
Goc |
God |
Goe |
Gof |
Gog |
Goh |
Goi |
Goj |
Gok |
Gol |
Gom |
Gon |
Goo |
Gop |
Gor |
Gos |
Got |
Gou |
Gov |
Gow |
Goy |
Goz
 
Gola |
Golb |
Golc |
Gold |
Gole |
Golf |
Golg |
Goli |
Golj |
Golk |
Goll |
Golm |
Goln |
Golo |
Golp |
Gols |
Golt |
Golu |
Golv |
Goly |
Golz
Die Liste der Biografien führt alle Personen auf, die in der deutschsprachigen Wikipedia einen Artikel haben. Dieses ist eine Teilliste mit 74 Einträgen von Personen, deren Namen mit den Buchstaben „Goli“ beginnt.

## Goli

### Golia
- Golia, Vinny (* 1946), US-amerikanischer Saxophonist und Klarinettist
- Golian, Ján (1906–1945), slowakischer General
- Golias, Ronald (1929–2005), brasilianischer Schauspieler und Komiker
- Goliasch, Herbert (1938–2004), deutscher Politiker (CDU), MdL
- Goliath, Paul (1790–1869), namibischer traditioneller Führer

### Golib
- Golibrzuch, Michel (* 1966), deutscher Politiker (Die Grünen), MdL

### Golic
- Golić, Andrej (* 1974), französischer Handballspieler
- Golić, Nebojša (* 1977), bosnischer Handballspieler
- Goličič, Boštjan (* 1989), slowenischer Eishockeyspieler
- Goličič, Jurij (* 1981), slowenischer Eishockeyspieler
- Golicke, Wilhelm August (1790–1848), deutschbaltischer Maler

### Golie
- Golien, Marie (* 1987), deutsche Designerin und Schriftstellerin

### Golif
- Golif, österreichischer Künstler

### Golig
- Goligher, John Cedric (1912–1998), britischer Chirurg
- Golightly, Gage (* 1993), US-amerikanische Schauspielerin
- Golightly, Holly (* 1966), britische Alternative Punkrocksängerin und -songwriterinHolly Golightly (* 1966)

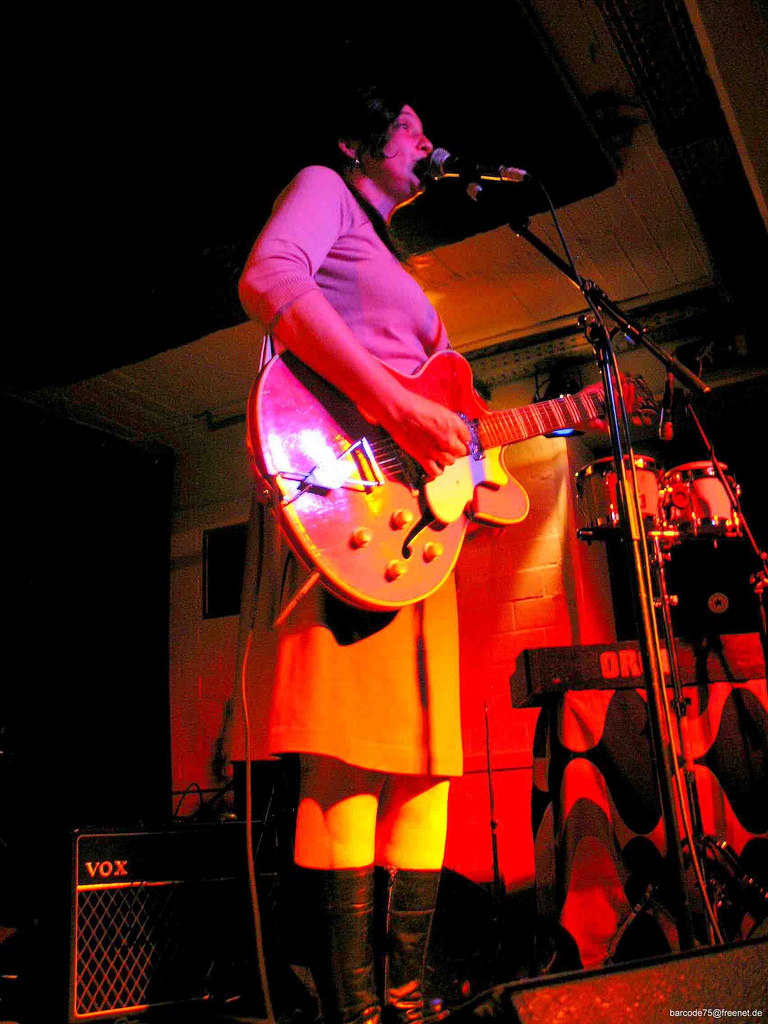
Holly Golightly (* 1966)

- Goligoski, Alex (* 1985), US-amerikanischer Eishockeyspieler

### Golij
- Golijov, Osvaldo (* 1960), argentinischer Komponist
- Golijov, Yoni, Filmproduzent

### Golik
- Golik, Larysa (* 1958), ukrainisch-deutsche Kunstmalerin und Illustratorin
- Golikow, Alexander Nikolajewitsch (* 1952), russischer Eishockeyspieler
- Golikow, Filipp Iwanowitsch (1900–1980), russischer Militär, Marschall der Sowjetunion
- Golikow, Karl (1935–1972), deutscher Bergsteiger
- Golikow, Wladimir Nikolajewitsch (* 1954), russischer Eishockeyspieler
- Golikowa, Angelina Romanowna (* 1991), russische Eisschnellläuferin
- Golikowa, Tatjana Alexejewna (* 1966), russische Ökonomin und Politikerin

### Golin
- Golin, Ida (* 1959), italienische Fußballspielerin
- Golin, Steve (1955–2019), US-amerikanischer Filmproduzent
- Golindano, Jonathan (* 1989), venezolanischer Beachvolleyballspieler
- Golinelli, Alessandro (* 1963), italienischer Schriftsteller
- Golinelli, Claudio (* 1962), italienischer Bahnradsportler
- Golinelli, Marino (1920–2022), italienischer Unternehmer und Philanthrop
- Golinelli, Paolo (* 1947), italienischer Historiker
- Golinelli, Stefano (1818–1891), italienischer Komponist und Pianist
- Golinger, Eva (* 1973), US-amerikanische Anwältin und Publizistin
- Golino, Alfredo (* 1957), italienischer Jazz- und Popmusiker (Schlagzeug)
- Golino, Valeria (* 1965), italienische SchauspielerinValeria Golino (* 1965)

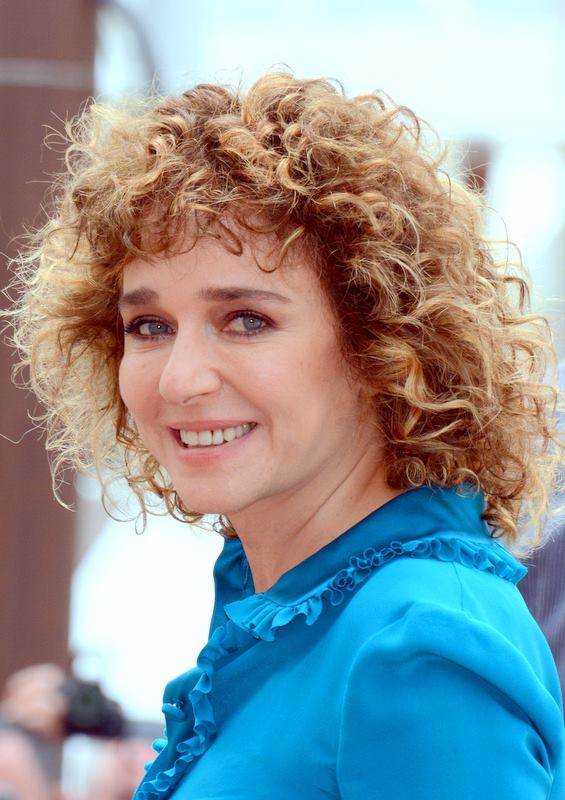
Valeria Golino (* 1965)

- Golinski, Edith (1912–1985), deutsche Lyrikerin und Märchenautorin
- Golinski, Freek (* 1991), belgischer Badmintonspieler
- Goliński, Marian (1949–2009), polnischer Politiker, Mitglied des Sejm
- Goliński, Michał (* 1981), polnischer Fußballspieler
- Goliński, Zdzisław (1908–1963), polnischer Bischof und Erzbischof von Częstochowa, Polen
- Golinucci, Enrico (* 1991), san-marinesischer Fußballspieler

### Golis
- Gölis, Leopold Anton (1764–1827), österreichischer Mediziner
- Golisch, Stefanie (* 1961), deutsche Autorin, Literaturwissenschaftlerin und Übersetzerin
- Golischewski, Frank (* 1960), deutscher Autor, Komponist, Regisseur, Pianist und Kabarettist
- Golisciani, Enrico (1848–1919), italienischer Librettist
- Goliszewski, Johanna (* 1986), deutsche Badmintonspielerin

### Golit
- Golitin, Amaury (* 1997), französischer Sprinter
- Golitschek, Hubertus von (1910–1969), deutscher Jurist und Politiker (FDP), MdB
- Golitschek, Manfred von (* 1943), deutscher Mathematiker
- Golitsis, Pantelis (* 1977), griechischer Philosophiehistoriker
- Gölitz, Peter (* 1952), deutscher Chemiker
- Golitzen, Alexander (1908–2005), US-amerikanischer Art Director

### Goliu
- Golius, Jacobus (1596–1667), niederländischer Orientalist und Mathematiker

### Goliz
- Golizadeh, Asghar (* 1991), iranischer Schachgroßmeister
- Golizyn, Alexander Michailowitsch (1718–1783), russischer Diplomat und Feldmarschall
- Golizyn, Alexander Nikolajewitsch (1773–1844), russischer Adeliger und Bildungspolitiker
- Golizyn, Anatoli Michailowitsch (1926–2008), sowjetischer KGB-Agent und Überläufer
- Golizyn, Boris Borissowitsch (1862–1916), russischer Physiker
- Golizyn, Dmitri Alexejewitsch (1734–1803), russischer Diplomat, Kunstagent, Autor
- Golizyn, Dmitri Michailowitsch (1721–1793), russischer Diplomat
- Golizyn, Dmitri Wladimirowitsch (1771–1844), russischer Kavalleriegeneral
- Golizyn, Georgi Sergejewitsch (* 1935), russischer Physiker
- Golizyn, Juri Nikolajewitsch (1823–1872), russischer Komponist
- Golizyn, Michail Michailowitsch (1675–1730), russischer Feldmarschall
- Golizyn, Michail Michailowitsch (1684–1764), russischer Senator, Diplomat und Generaladmiral
- Golizyn, Nikolai Borissowitsch (1794–1866), russischer Adliger, Musikliebhaber und Mäzen
- Golizyn, Nikolai Dmitrijewitsch (1850–1925), russischer PolitikerNikolai Dmitrijewitsch Golizyn (1850–1925)

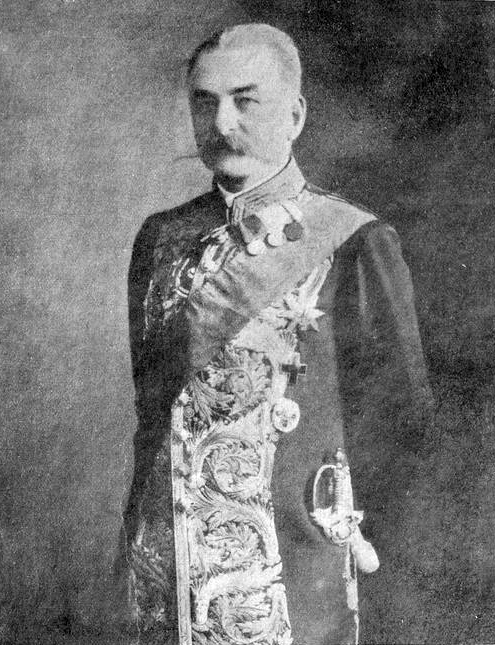
Nikolai Dmitrijewitsch Golizyn (1850–1925)

- Golizyn, Pawel Pawlowitsch (1856–1914), Jägermeister, Adelsmarschall von Nowgorod, Mitglied des Staatsrates des Russischen Kaiserreiches und vorletzter Besitzer des Anwesens Marjino
- Golizyn, Wassili Wassiljewitsch († 1714), russischer Politiker
- Golizyn, Wladimir Wladimirowitsch (1947–2023), russischer Jurist, Richter am Internationalen Seegerichtshof (2008–2017)
- Golizyna, Jekaterina Dmitrijewna (1720–1761), russische Adlige und Hofdame
- Golizyna, Natalja Petrowna (1741–1838), russische Hofdame